# Позив (турнеја)
Европска турнеја Позив, српске фолк певачице Цеце Ражнатовић, трајала је три године. Турнеја је почела 28. јуна 2013. године са великим концертом на београдском Ушћу, на ком је певачица поставила рекорд посећености. На наступу се окупило око 150.000 људи. Лист Курир је концерт прогласио најбољим концертом у Србији 2013. године.
Турнеја се завршила 7. маја 2016. године, с концертом у Грчкој. Цеца је на турнеји промовисала албум 
Позив, који је био објављен јуна 2013. године. На турнеји је, са овог албума, промовисала песме: Позив, Добро сам прошла, Мрзи ме, Да раскинем са њом, Име и презиме, 5 минута, Турбулентно и Брат.
Цеца је у оквиру турнеје обишла 14 европских држава заједно са Уједињеним Арапским Емиратима. Укупно је имала 69 концерата.

## Репертоар
| Редни број | Песма                | Албум                         |
| ---------- | -------------------- | ----------------------------- |
| 1          | Неваљала             | Маскарада                     |
| 2          | Лепи громе мој       | Идеално лоша                  |
| 3          | Београд              | Фатална љубав                 |
| 4          | Иди док си млад      | Фатална љубав                 |
| 5          | Заборави             | Шта је то у твојим венама     |
| 6          | Неодољив неумољив    | Емотивна луда                 |
| 7          | 5 минута             | Позив                         |
| 8          | Доктор               | Емотивна луда                 |
| 9          | Ваздух који дишем    | Ја још спавам у твојој мајици |
| 10         | Брат                 | Позив                         |
| 11         | Наговори             | Маскарада                     |
| 12         | Име и презиме        | Позив                         |
| 13         | Да раскинем са њом   | Позив                         |
| 14         | Кад би био рањен     | Емотивна луда                 |
| 15         | Пиле                 | Идеално лоша                  |
| 16         | Позив                | Позив                         |
| 17         | Лепотан              | Лудо срце                     |
| 18         | Волела сам волела    | Фатална љубав                 |
| 19         | Турбулентно          | Позив                         |
| 20         | Пази с киме спаваш   | Горе од љубави                |
| 21         | Вотка са утехом      | Цеца 2000                     |
| 22         | Маскарада            | Маскарада                     |
| 23         | Добро сам прошла     | Позив                         |
| 24         | Све што имам и немам | Љубав живи                    |

1. ↑  „CECA ZA ISTORIJU: Spektakl decenije pred 150.000 ljudi!”. kurir.rs (на језику: српски). Приступљено 2020-04-15.